# نیکول بروسار
نیکول بروسار (انگلیسی: Nicole Brossard؛ ۲۷ نوامبر ۱۹۴۳ – ) یک شاعر، و نویسنده اهل کانادا است.